# Alfred Steen
Alfred Richard Steen (* 10. Juni 1896 in Brooklyn, Vereinigte Staaten; † 4. März 1949 in Tampa, Vereinigte Staaten) war ein norwegischer Schwimmer.

## Karriere
Steen wurde 1896 in Brooklyn geboren. 1911 kam er im Alter von 14 Jahren nach Norwegen. Im Jahr 1920 nahm er an den Olympischen Spielen in Antwerpen teil. Hier scheiterte er in den Wettbewerben über 100 m und 400 m Freistil jeweils als Vierter seines Vorlaufs an der Halbfinalqualifikation.
Auf nationaler Ebene gewann der Schwimmer zwischen 1912 und 1924 16 norwegische Meistertitel – zusätzlich sicherte er sich neun Silber- und drei Bronzemedaillen. Bei eben jenen Wettbewerben konnte er nationale Rekorde in sechs unterschiedlichen Freistildistanzen aufstellen.